# 鈴木重雄 (活動家)
鈴木 重雄（すずき しげお、1912年〈明治45年〉 - 1979年〈昭和54年〉1月31日）は、日本の社会福祉活動家。宮城県出身。らい予防法下の1970年代当時としては異例の、ハンセン病回復者の身分を明かしての社会復帰を果たした。愛生園での園名は田中 文雄（たなか ふみお）。
東京商科大学在学中にハンセン病に罹患し失踪、本名を捨てて愛生園で過ごす。ハンセン病回復者の社会復帰運動に当事者として内部から取り組む過程で再び故郷唐桑町との縁が生まれ、1973年には活動中に得たパイプから本名の鈴木重雄として唐桑町長選挙に出馬。
町長選には落選するもその後も地元唐桑町で地域貢献活動を続け、障害者支援施設「高松園」の設立を実現しつつ、1979年に自死によりこの世を去った。

## 生涯

### ハンセン病の発症と失踪
1912年、宮城県本吉郡唐桑町（のちの気仙沼市唐桑町）に生まれる。
1931年東京商科大学予科1年生のときに起きた予科・専門部の廃止に抗議する「籠城事件」では同級生らと共に血判状を作成して反対運動を闘った。
1934年、東京商科大学本科1年生のときにハンセン病（らい）を発症。翌年医師から「らい」の診断を受け、自死を決意し、友人の渋沢喜一郎に「思想上の理由から海外に亡命する」と嘘を書き残して失踪する。自殺の失敗を繰り返しながら流浪を続けるうちにハンセン病の隔離療養所「らい園」の存在を知り、岡山県の国立療養所長島愛生園へ辿り着く。ここまで

### 愛生園自治会長として
1936年に入所した愛生園では園名「田中文雄」を名乗り、自治会で入園者のためにはたらくようになり、1939年より自治会長を務める。
1946年にアメリカから持ち込まれたハンセン病特効薬プロミンにより回復に向かうが、当時の方針では園は回復者の即時退園に消極的で、プロミン服用から退園までは10年待つことが求められていた。
1953年のらい予防法制定にまつわる法改正運動・反対運動にも自治会の立場から参加したが、隔離方針を維持する同法の成立後は個人の立場からより強くハンセン病問題に関心を寄せていくこととなる。
1957年に東京で再会した藤楓協会の浜野規矩雄（はまの きくお）と園の内外で協力関係を築くようになり、1960年に刊行された協会のパンフレット『新しい「らい」に就いて』の編集に参加した。鈴木は田中文雄名義で、英文学者でハンセン病回復当事者であるジャガヂソンの『らいに関して、全ての人々の知らねばならないこと、出来ること』の翻訳を担当し、訳者としてコメントも寄せた。藤楓協会は鈴木に療養所の内側から社会復帰の意識を高める役割を期待していた。また、この時、浜野らの後押しを受けて学友渋沢喜一郎に再会している。ここまで
1963年、東京で起きたハンセン病回復者の宿泊拒否事件に憤慨した鶴見俊輔が自身の受け持つゼミ生にこの件を話したことを発端として、学生団体「フレンズ国際ワークキャンプ (FIWC)」関西委員会の学生らが立ち上がりハンセン病回復者のための宿泊施設の設立を企画した。鈴木は鶴見の依頼で計画に関与し、街頭募金活動などに参加した。「交流（むすび）の家」と名付けられたこの施設は、反対する地域住民らとの調停を経て1967年7月30日に竣工し、以後50年以上に渡りハンセン病回復者の宿泊施設、ハンセン病問題に携わる人々の交流場所としての役割を果たしている。

### 故郷への復帰

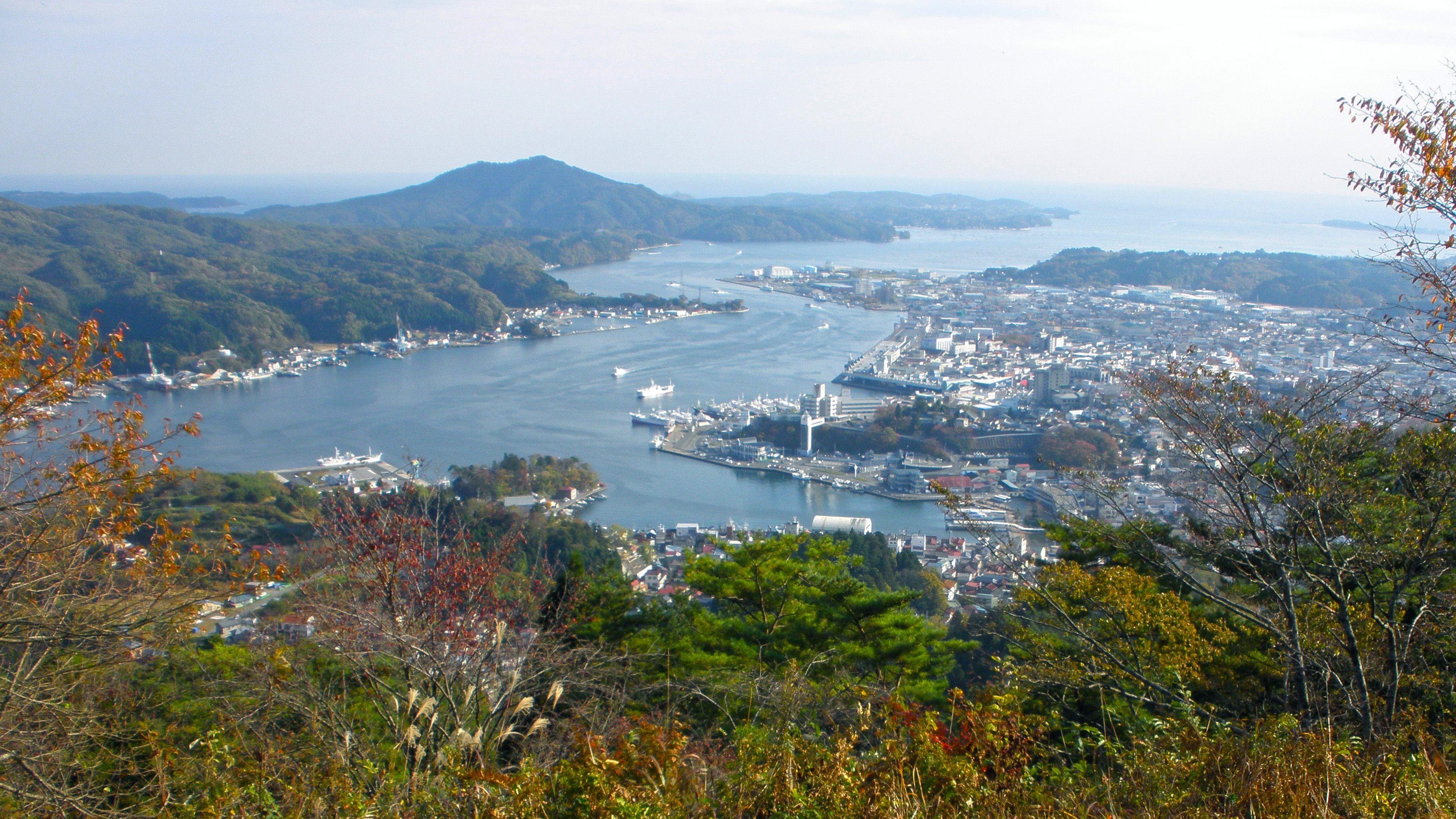
気仙沼湾の景観

「交流の家」計画が進行していたのと時期を同じくして、鈴木の地元である気仙沼市では気仙沼湾の県立自然公園を陸中海岸国立公園に編入させるための陳情活動が行われていた。鈴木は、国立公園審議会委員である浜野が持っていた気仙沼市長や唐桑町長の名刺を偶然目にしたことでこれを知り、自身が唐桑町の出身であることを浜野に告白した。浜野の計らいで鈴木は田中文雄の名で編入運動に参与し、審議委員による現地視察の実現などに尽力した。1964年6月1日に編入が決定した後、浜野が気仙沼市長に田中の素性を明かした。これにより、同年8月4日に気仙沼市で開かれた国立編入記念祝賀会には鈴木重雄として招待され、翌5日には唐桑町でハンセン病に関する講演会を開催した。ここまで
1965年4月には汎太平洋リハビリテーション国際会議に初のハンセン病回復者の日本代表として推薦され、「日本のらい回復者のリハビリテーションの現況について」という論題で報告を行った。
その後、鈴木は1966年の国民宿舎からくわ荘建設、1971年の船員保健保養所「南三陸荘」定員拡大、気仙沼し尿処理場建設、1972年の気仙沼港検疫出張所設置決定といった数々の政策決定に関与し、故郷と、藤楓協会の背後にある厚生省との間の交渉パイプとしての影響力を強めた。
1971年4月にはダイキン工業顧問の職に就く。これはダイキン側が鈴木の持つ中央官庁への人脈に営業マンとしての期待を寄せたことによるものである。
こうした活動の末、鈴木は1973年4月の唐桑町長選挙に推され、立候補した。選挙運動においては、中央社会福祉審議会委員の奈良栄三、歌手の渡辺はま子、元同志社総長・国際基督教大学理事長の湯浅八郎といった面々が各地から応援演説に駆けつけた。選挙事務所には「ライは必らずなおる」「ライを正しく理解しよう」といった立て看板が置かれ、鈴木によるハンセン病への偏見の打破と、町民らの受け入れ態勢が示された選挙戦となった。4月14日の投票では鈴木重雄2774票、対立候補2957票の僅差で敗れ、落選した。

### 晩年・洗心会の活動
1974年4月、鈴木は愛生園を退園し、選挙戦を支援した町の船主らが建てた唐桑町の住宅へ妻と共に移った。
ここから鈴木は、町長選時より目標としていた、知的障害者の子どもたちのための福祉施設設立という事業を町の有力者らと共に進めていく。施設を運営する社会福祉法人として「洗心会」が結成され、施設の名称は「高松園」とすることが決まった。「高松園」の名は藤楓協会名誉総裁で鈴木とは従前から交流がある高松宮が許可を与えたものである。ここまで
「高松園」建設は地域社会の反対運動に遭いながらも鈴木筆頭に洗心会による各所調整、理解を求める運動が続けられ、1979年4月1日に開園を迎えた。しかしその直前、職員の人選などあらゆる準備を終えた1979年1月31日、鈴木は突如自殺により死去した。ここまで

### 死後の評価
1990年には、鈴木重雄の唐桑町地域社会への貢献を讃え、国民宿舎からくわ荘の近くに胸像が建てられた。
2024年3月15日、一橋大学（前身は東京商科大学）の学部学位記授与式において、学長中野聡の式辞で鈴木の生涯が紹介された。同年に学部を卒業する学生の多くは2020年度4月入学生であり、大学生活の大部分を新型コロナウイルス感染症のパンデミックの影響下で過ごした。式辞の内容はこれを踏まえ、同じく病をめぐる社会問題の中を生きた鈴木の生涯から得られる教訓や、同学を卒業できなかった鈴木がその活動の中で得た同窓の友人らのサポートに焦点を当てたものになっている。ここまで

## 交流関係
上述のように1935年の失踪前に「亡命する」と言い残した東京商科大学の友人・渋沢喜一郎とは1960年の『新しい「らい」に就いて』制作時に25年ぶりに再会した。喜一郎の遠縁にあたり再会を取り持った渋沢敬三はこの再会エピソードを同パンフレットに寄稿したが、このときはまだ「田中君と昔の友人」という敬三とは縁のない他人のエピソードとして紹介するかたちをとり、鈴木の素性は世間に伏せられていた。ここまで
ハンセン病医師の湯浅洋とは旧知の仲であった。学生時代の湯浅が1947年に愛生園を訪ねたときに知り合い、以後文通や会合を重ねた。1956年には愛生園内の岡山県立邑久高等学校新良田教室の英語教師として湯浅を招聘している。また、鈴木の町長選の応援に駆けつけた湯浅八郎は洋の父である。ここまで 湯浅は鈴木が「少なくとも日本における、初めての社会復帰者」であると述べている。
1965年当時の東京都知事であった東龍太郎は学生時代にボート部の選手同士として知り合った仲で、鈴木が同年に登壇した汎太平洋リハビリテーション国際会議の場で再会した。

## 著作
- 『失われた歳月』上[22]・下[23]（皓星社、2005年）

田中文雄名義での自叙伝。